# Кейта, Ахмед
Ахме́д Кейта́ (фр. Ahmed Keita; 12 мая 1987) — сенегальский футболист, нападающий.

## Биография
С 2005 года по 2007 год выступал за сенегальский «Дуан» из Дакара. В 2008 году перешёл в клуб Б68 из Тофтира. В чемпионате Фарерских островов дебютировал 13 апреля 2008 года в выездном матче против «ЭБ/Стреймур» (3:1). В сезоне 2009 Кейта стал лучшим бомбардиром своей команды забив 15 мячей, в турнире он стал третьим бомбардиром, уступив на 4 мяча Финнуру Юстинуссену, который и стал лучшим.